# Любович Артемій Мойсейович
Артемій (Артем) Мойсейович Любович (17 (29) жовтня 1880, Житомир, Волинська губернія — 28 червня 1938, Мінськ) — радянський державний діяч, учасник революційного руху, нарком пошт і телеграфу РРФСР і СРСР.
Член ВКП (б) з березня 1917 року.
Увійшов до списку осіб, визначеного Українським інститутом національної пам'яті, діяльність котрих підпадає під дію декомунізаційного законодавства.

## Біографія
Син будівельного десятника (міщанина). В 1894 році закінчив двокласне міське училище в Житомирі.
- 1896 — 1902 рр. — телеграфіст в Житомирі, потім в Києві.
- 1902–1906 рр. — рядовий-телеграфіст 2-й іскрової роти.
- 1906–1914 рр. — телеграфіст в Києві, потім в Бердичеві (з 1908 року) і Білій Церкві (з 1912 року).
- 1914–1917 рр. — мобілізований в армію: служив рядовим 6-го залізничного батальйону, потім телеграфістом Кронштадтської телеграфної роти.
- У 1917 рік у — член Кронштадтського комітету РСДРП (б), голова Ради солдатських і матроських депутатів, делегат VII (Квітневої) Всеросійської конференції і VI і VII з'їздів РКП (б), член Петроградського ВРК на Головному телеграфі і комісар Кексгольмського резервного полку. Після Жовтневої революції редактор газети «Ізвєстія Кронштадтського Ради», потім член колегії наркомату пошти і телеграфів і заступник наркома.
- Січень — травень 1918 р — голова Кронштадтського комітету РСДРП (б).
- 1918–1919 рр. — голова Всеросійського Союзу працівників зв'язку.
- 1919–1920 рр. — заступник наркома пошти і телеграфів РРФСР і начальник Управління зв'язку РККА.
- 1920 — 1921 рр. — виконуючий обов'язки народного комісара пошти і телеграфів РРФСР.
- З 1923 р — заступник наркома пошти і телеграфу СРСР.
- 1927 — 1928 рр. — виконуючий обов'язки народного комісара пошти і телеграфу СРСР.
- 1928–1934 рр. — уповноважений наркомату зв'язку СРСР по Далекому Сходу, Східної Сибіру.
- 1934 — 1935 рр. — в розпорядженні ЦК ВКП (б).
- 1935–1937 рр. — заступник голови РНК Білоруської РСР і голова Держплану республіки.

Делегат VII, X, XV з'їздів партії.
Заарештовано 5 липня 1937 року.
У мемуарах білоруського партійного працівника Дробінського Яківа Ізраїлевича описані методи
слідства в Мінській центральної в'язниці в 1938 р .: 
|  | О десятій його знову провели через цей коридор, в цю кімнату — але яка різниця! Вдень це був тихий коридор, тихі кабінети, в яких акуратні, прилизане люди гортали папки. Увечері Андрій йшов, як крізь стрій, — крики катованих, майданна лайка катуючи мчали з усіх кімнат. Десь промайнуло яке лежало на підлозі тіло. Андрій побачив побагровевшее знайоме обличчя. Це був Любович — старий більшовик, заступник голови Раднаркому республіки, голова Держплану. Він був в першому уряді, створеному Леніним в жовтні 1917 р Він увійшов туди як зам. наркома зв'язку Подбельського. Він був членом Малого Раднаркому, працював з Леніним. Зараз він лежав на підлозі, його били гумою, і він, старий шістдесятирічний чоловік, кричав: «Мама!» Мить, але воно врізалося в пам'ять назавжди " |

.
Засуджений 28 червня 1938 року військовою колегією Верховного суду СРСР до вищої міри покарання. Звинувачення: статті 69, 79, 76 (участь в антирадянських правих організаціях, шкідництво в промисловості і сільському господарстві). Розстріляний в той же день, похований в Мінську.

## Пам'ять
18 квітня 2013 року в Житомирі на будівлі міської гімназії № 3 (колишньому міському училище) відкрито меморіальну дошку Артему Любовичу, котру було вирішено демонтувати у відповідности до розпорядження голови Житомирської ОДА від 25 травня 2016 року.